# Wilhelm Fischer (SA-Mitglied)
Johann Friedrich Wilhelm Fischer (* 9. September 1901 in Zehlendorf bei Berlin; † 18. November 1945 in Aalborg, Dänemark) war ein deutscher SA-Führer, zuletzt im Rang eines SA-Brigadeführers.

## Leben und Tätigkeit
Fischer war der Sohn eines Zimmerpoliers (* 30. August 1873; † 3. November 1926). Nach dem Schulbesuch absolvierte er eine dreieinhalbjährige Lehre im feinmechanischen Maschinenbau. Nebenbei besuchte er die Fortbildungsschule und Fachschulen.
In der Zeit nach dem Ersten Weltkrieg gehörte er der Schwarzen Reichswehr an. In den 1920er Jahren gehörte Fischer zeitweise der Deutschvölkischen Freiheitspartei sowie von 1926 bis 1929 dem Stahlhelm an. Zum 1. Oktober 1929 trat Fischer in die NSDAP (Mitgliedsnummer 153.754) und in die SA ein. Den Höhepunkt seiner Laufbahn erreichte er am 20. April 1944 mit der Beförderung zum SA-Brigadeführer.
Während der Ausgangsphase der Weimarer Republik in den frühen 1930er Jahren war Fischer in führender Weise am Straßenterror und an Gewaltmaßnahmen, die von der Berliner SA zu dieser Zeit gegen politische Gegner verübt wurden, beteiligt: Wegen seiner Beteiligung an dem antisemitischen Kurfürstendammkrawall vom September 1931 wurde er vom Schnellschöffengericht wegen Rädelsführerschaft beim Landfriedensbruch zu einer Gefängnisstrafe verurteilt, jedoch in zweiter Instanz aus Mangel an Beweisen freigesprochen.
Nach dem Machtantritt der Nationalsozialisten im Frühjahr 1933 wurde Fischer zum 6. August 1933 mit der Führung der SA-Standarte 17 beauftragt, die er bis zum 30. Januar 1936 beibehalten sollte. In dieser Stellung war er hauptverantwortlich für die im Zuständigkeitsbereich seiner Standarte erfolgten Terrormaßnahmen gegen politische Gegner der neuerrichteten NS-Diktatur, die die SA in Berlin während des ersten Jahres nach dem Regierungsantritt der NSDAP in großem Umfang durchführte. Dazu gehörte insbesondere die Verschleppung andersgesinnter Personen in behelfsmäßige SA-Gefängnisse, wo diese oft schweren Misshandlungen ausgesetzt waren.
Zum 30. Januar 1936 übernahm Fischer die Führung der SA-Standarte 7, die er bis zum 31. Oktober 1938 führte. Vom 1. November 1938 bis zum 31. August 1939 fungierte er dann als Personalreferent der SA-Gruppe Berlin-Brandenburg. Danach wurde er zum 1. September 1943 mit der Führung der SA-Gruppenschule beauftragt und, nachdem er sich in dieser Stellung bewährt hatte, zum 1. April 1940 zum regulären Führer der Gruppenschule ernannt. Von dieser Stellung wurde er zum 31. Mai 1943 enthoben. Zum 1. Juni 1943 wurde Fischer kommissarisch mit der Führung der SA-Brigade 7 in Köslin beauftragt.
Ab 1940 gehörte Fischer der Wehrmacht an. In der Frühphase des Zweiten Weltkrieges war Fischer in Frankreich bei der Küstensicherung eingesetzt. Von August bis Oktober 1941 und von April bis Oktober 1942 kam er in Russland als Zugführer zum Einsatz und dazwischen von November 1941 bis März 1942 im Heimatkriegsgebiet. In der Zeit von Oktober 1942 bis März 1943 war Fischer wegen einer Erkrankung in einem Lazarett untergebracht. Danach wurde er bis Oktober 1943 als Abwehroffizier eingesetzt. Während seines Kriegseinsatzes wurde Fischer das Eiserne Kreuz 2. Klasse (16. August 1942) und 1. Klasse (26. August 1942) verliehen.
Zum 1. Januar 1944 wurde Fischer gemäß Personalverfügung der Obersten SA-Führung (OSAF) vom 28. Januar 1944 mit der Führung der SA-Brigade 29 in Berlin beauftragt. Mit Wirkung vom 27. September 1944 wurde er vom Militär unabkömmlich gestellt.

## Familie
Fischer war mit Frieda Schwarz (* 25. April 1906 in Wilkersdorf, Neumark) verheiratet.  Aus der Ehe gingen die Töchter Doris (* 27. August 1931), Anneliese (* 21. Februar 1935) und Renate (* 9. September 1940) sowie der Sohn Bernhard (* 11. Dezember 1938; † Juni 1939) hervor.

## Beförderungen
- 1. November 1930: SA-Scharführer
- 1. Februar 1931: SA-Truppführer
- 1. Mai 1931: SA-Sturmführer
- 1. Januar 1932: SA-Sturmbannführer
- 6. August 1933: SA-Obersturmbannführer
- 15. Oktober 1933: SA-Standartenführer (Führerbefehl Nr. 20. vom 1. Dezember 1933)
- 9. November 1937: SA-Oberführer (Führerbefehl Nr. 57 vom 9. November 1937)
- 20. April 1944: SA-Brigadeführer (Führbefehl Nr. 85)

## Nachlass
Personalunterlagen zu Fischer haben sich im Bundesarchiv erhalten. Namentlich befindet sich im ehemaligen Berlin Document Center eine SA-Personalakte (SA 144, Bilder 727–743).